# Neopomacentrus cyanomos
 Neopomacentrus cyanomos és una espècie de peix de la família dels pomacèntrids i de l'ordre dels perciformes.

## Morfologia
Els mascles poden assolir els 10 cm de longitud total.

## Distribució geogràfica
Es troba des del Mar Roig i l'Àfrica oriental fins a les Filipines, el sud del Japó, el nord d'Austràlia i Melanèsia (llevat de Fidji).